# Bán đảo Arauco
Bán đảo Arauco (tiếng Tây Ban Nha: Península de Arauco) là một bán đảo ở miền Nam Chile có vị trí tương ứng với tỉnh Arauco. Nó nằm tại tây bắc Thái Bình Dương. Bán đảo nằm ở phía tây của dãy núi Cordillera de Nahuelbuta.